# Praça do Manege
Praça do Manege ou Manezhnaya (em russo:  Манежная площадь, Manezhnaya ploshchad) é um grande espaço público aberto para pedestres no distrito de Tverskoy, no centro de Moscou, Rússia. Ele está vinculado ao Hotel Moskva a leste, ao Museu Histórico do Estado e ao Jardim de Alexandre ao sul, o Manege de Moscou a oeste e à sede da Universidade Estatal de Moscou ao norte.
A praça forma uma parte vital do centro de Moscou, ligando a Praça Vermelha (que se estende através da Porta e Capela Ibérica imediatamente ao sul) com o principal artéria de tráfego da rua Tverskaya, que começa aqui e vai para noroeste na direção de São Petersburgo. É servida por três estações do metrô de Moscou: Okhotny Ryad, Ploshchad Revolyutsii e Teatralnaya.